# ヤニ・カプ (曳船)
ヤニ・カプ (ウクライナ語: Яни Капу) は、ウクライナ海軍の曳船。

## 艦歴
Project498級RB-308タグボートは1974 年に建造された。

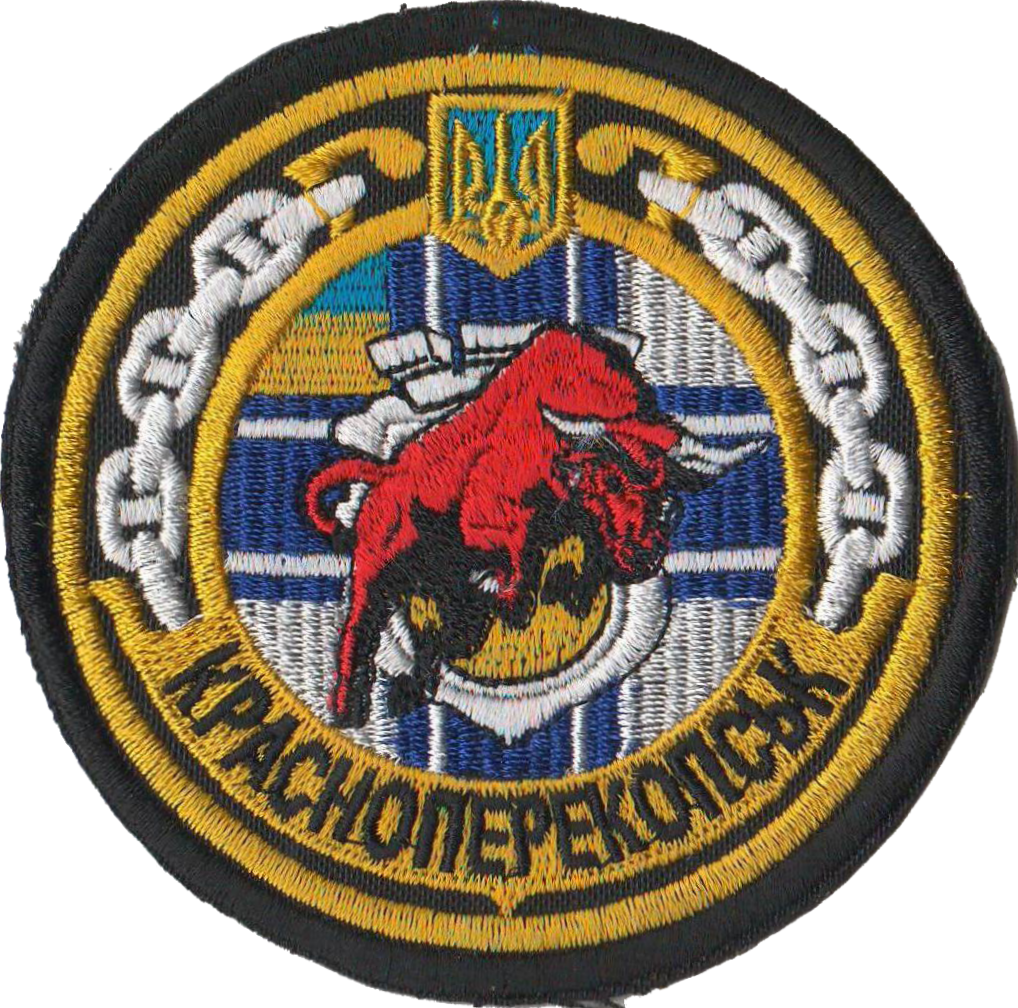
クラスノペレコプスクの腕章

ソ連海軍黒海艦隊の分割後、ウクライナ海軍の一部となり、「クラスノペレコプスク」（U947）という名前が付けられた。
2015年から2016年にかけて、オデッサの造船所「ウクライナ」で修理が行われた。

### ケルチ海峡事件

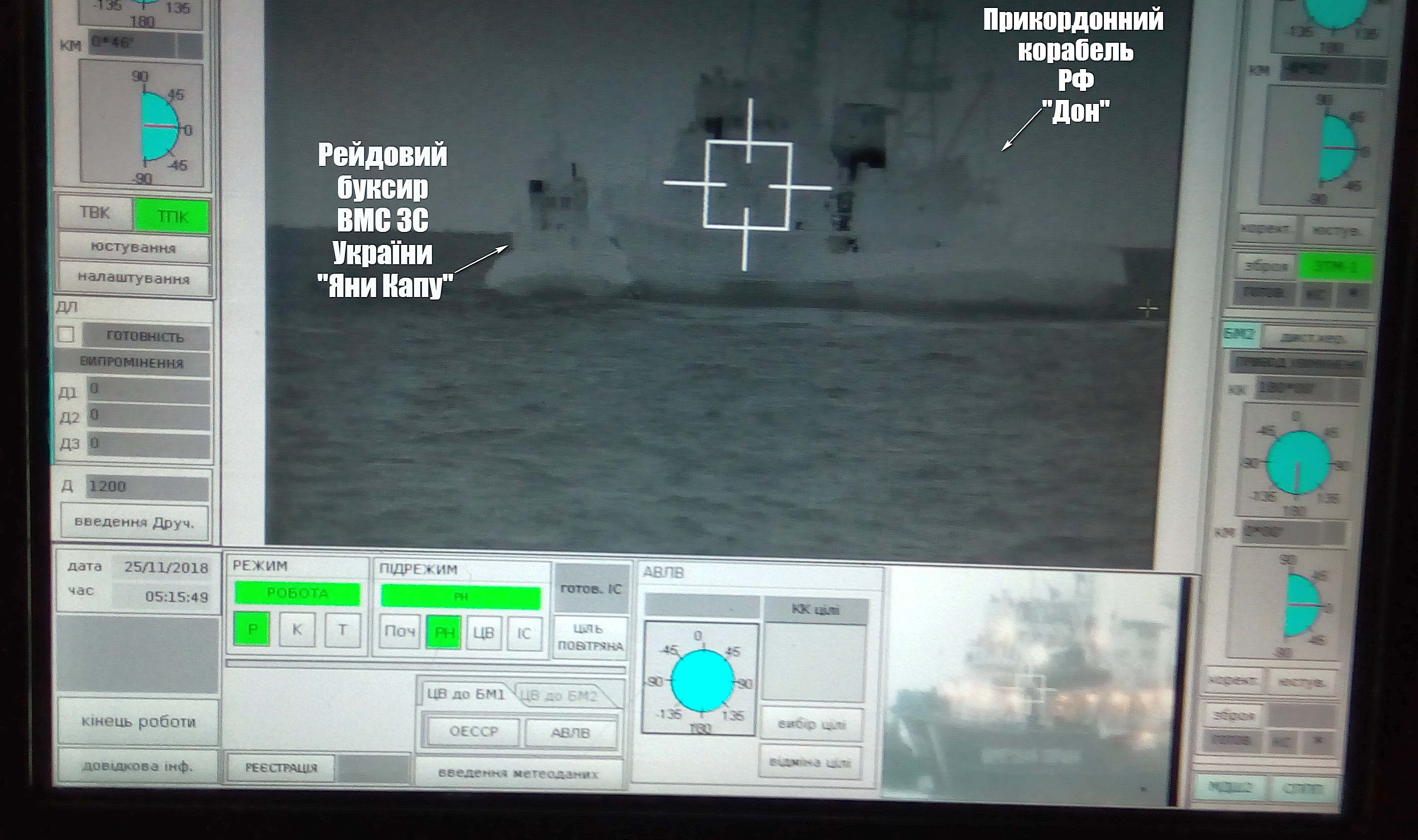
ロシア国境軍警備艇「ドン」（右）に激突されたウクライナ海軍曳船「ヤニ・カプ」（左）

2018年11月25日、2隻のギュルザ-M型砲艇ベルジャンスク、ニコポリとヤニ・カプで構成されるウクライナ海軍の船団が、オデッサ港からマリウポリ港へ移動していた。アゾフ海でロシア国境軍所属の船による攻撃的な行動にさらされた。
ウクライナ側は航行の安全を確保するため、国際規範に従って事前に通知した。しかし、海洋法に関する国連条約およびアゾフ海およびケルチ海峡の使用における協力に関するウクライナとロシア連邦の条約に反して、ロシア国境軍所属船は、ウクライナ海軍の艦隊に対して公然と攻撃的な行動を実行した。ロシア国境軍船「ドン」がヤニ・カプに体当たりし、その結果、船の主エンジン、メッキ、保護層が損傷し、救命いかだも失われた。ロシアの派遣サービスは、国際協定で保障された航行の自由の権利の確保を拒否している。ウクライナの船舶はロシア国境軍に拿捕され、占領下のケルチのクリミア港まで曳航された。
2019年6月19日までに、ベルジャンスクとニコポルがケルチの桟橋から不明な方向に曳航された。 6月19日から25日にかけて、ヤ二・カプもそこから曳航された。2隻の砲艇とタグボートは両方とも後に返還された。
2019年11月18日、外洋のタルカンクルト岬付近でロシアからウクライナに返還された。 2019年11月20日にオチャキウへ曳航された。